# Kolala, Turuvekere
Kolala là một làng thuộc tehsil Turuvekere, huyện Tumkur, bang Karnataka, Ấn Độ.